# Gustave Bloch
Pour les articles homonymes, voir Bloch.
Gustave Bloch, né à Fegersheim (Bas-Rhin) le 21 juillet 1848 et mort à Bourron-Marlotte (Seine-et-Marne) le 2 décembre 1923, est un historien français et professeur d'université en histoire ancienne.

## Biographie

### Jeunesse, études et vie privée
Né à Fegersheim, il est le fils de Marc Bloch et de Rose Aron. Son père est alors instituteur à l'école communale israélite du village, il devient par la suite directeur de celle de Strasbourg. 
Lauréat de plusieurs prix du concours général, il suit ses études secondaires au lycée de Strasbourg. Il étudie aussi au lycée Condorcet (Paris).
Il est reçu major de promotion à l'École normale supérieure en 1868. Il obtient une licence de lettres en 1869, et est à nouveau major à l’agrégation de lettres en 1872.
Après la signature du traité de Francfort qui met fin à la guerre franco-allemande de 1870, il opte le 28 juin 1872 pour la nationalité française.
Il est le père de l'historien médiéviste Marc Bloch, cofondateur avec Lucien Febvre de l'École des Annales et futur Panthéonisé (juin 2026).

### Parcours professionnel
En octobre 1872, il est chargé du cours de rhétorique au lycée de Besançon et en devient le professeur en juillet 1873.
Il devient membre de l'École française de Rome en 1873, ainsi que de l'École française d'Athènes en octobre de la même année,.
En octobre 1876, il est chargé du cours d'antiquités grecques et latines à la faculté de lettres de Lyon ; il en devient le professeur en février 1884,,.
Le 6 février 1884, il soutient ses deux thèses de doctorat ès lettres à la Faculté de Paris.  La première, en français, s'intéresse aux origines du Sénat romain, particulièrement à la formation et la dissolution du sénat patricien. La deuxième, en latin, traite des décrets de décorations des magistrats à Rome et ce jusqu'à Dioclétien. 
Il est également chargé des fonctions de maître de conférences d'histoire à l'École normale supérieure à partir de janvier 1888,.

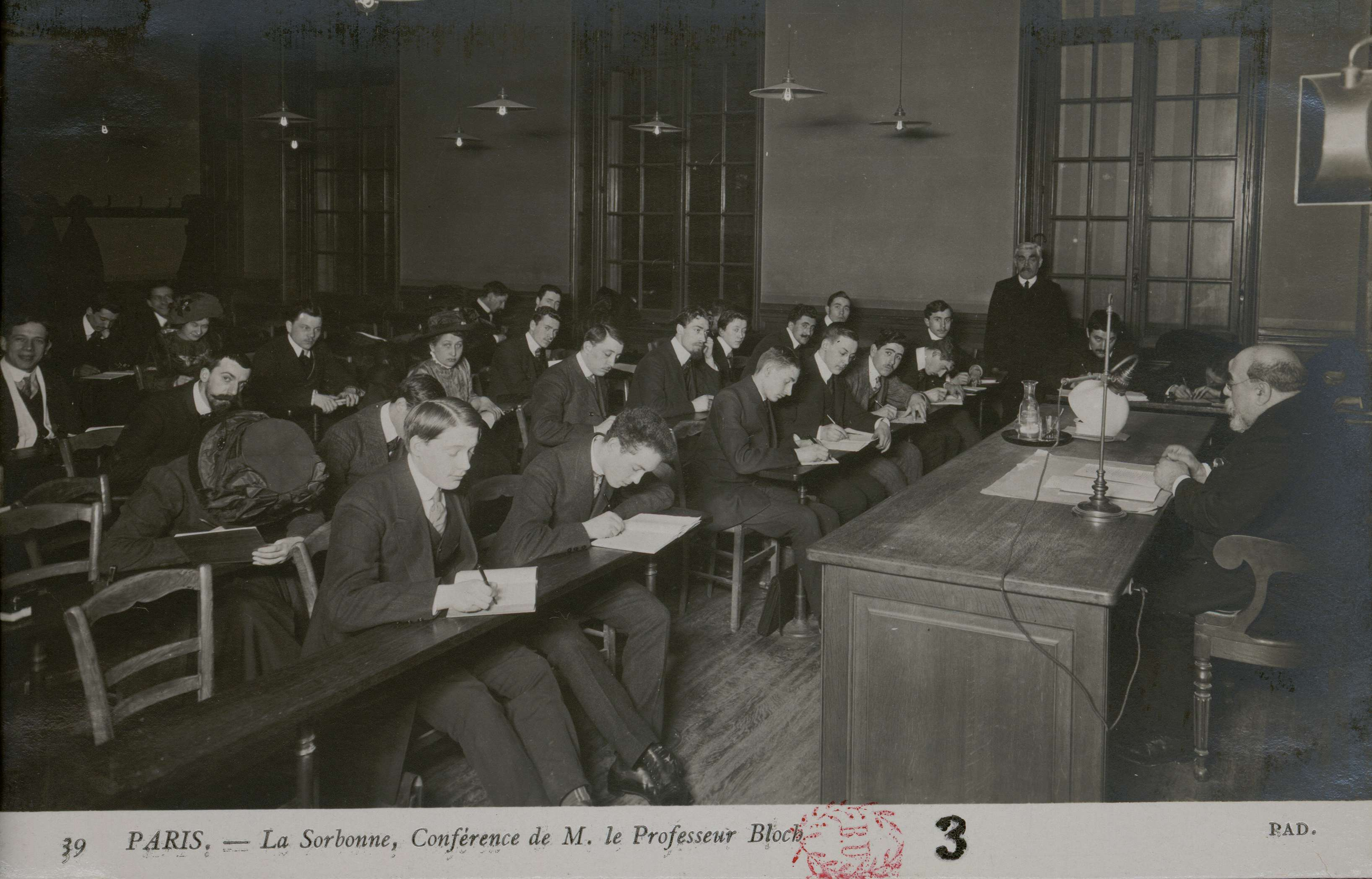
Carte postale d'un cours de Gustave Bloch à La Sorbonne.

À partir de 1904, il est professeur d'histoire romaine à la Faculté des lettres de Paris.
Il rédige l'un des tomes de l'Histoire de France depuis les origines jusqu'à la Révolution d'Ernest Lavisse, intitulé Les Origines ; La Gaule indépendante et la Gaule romaine, et publié en 1900.

## Œuvres
- (Thèse) Les origines du Sénat romain, E. Thorin, 1883.
- Les origines, la Gaule indépendante et la Gaule romaine, tome 1-2 de l’Histoire de France des origines à la Révolution d'Ernest Lavisse, Hachette, 1900, 455 p. Prix Thérouanne en 1901
- La République romaine. Les conflits politiques et sociaux, Flammarion, Bibliothèque de philosophie scientifique, 1913 .
- L'Empire romain. Évolution et décadence, Flammarion, Bibliothèque de philosophie scientifique, 1922, 313 p.

## Distinctions
- Officier de la Légion d'honneur par décret du 5 avril 1903[10]
- Officier de l'Instruction publique le 6 juillet 1885